# نبرد تننوجی (۱۵۷۶)
نبرد تننوجی (به ژاپنی: 天王寺の戦い) یکی از نبردهای وابسته به نبردهای ایشی‌یاما هونگان بود. نبردی بین اودا نوبوناگا و ایکو-ایکی بود که در ۷ مه ۱۵۷۶ در ولایت ستسو تننوجی (شهر کنونی اوساکا، استان اوساکا) رخ داد. همچنین به عنوان نبرد دژ تننوجی (به ژاپنی: 天王寺砦の戦い) شناخته می‌شود.

## پیشینه
در سپتامبر (۱۵۷۰)، کننیو، مونزکی (راهب اشرافی از خاندان درباری) معبد ایشی‌یاما هونگان، تصمیم گرفت با اودا نوبوناگا مقابله کند. این آغاز نبردهای ایشی‌یاما هونگان است. در سال چهارم تنشو (۱۵۷۶)، اودا نوبوناگا برای فتح معبد ایشی‌یاما هونگان، لشکرکشی تمام عیار را آغاز کرد. او به برادر زن خود، هارادا نائوماسا دستور ساخت گروهی از استحکامات و قلعه‌های متصل از جمله «دژ تننوجی» را داد.
معبد هونگانجی و ارتش اودا بارها و بارها با هم برخورد داشتند، اما به دلیل بیماری و مرگ برادر زن کننیو، تاکدا شینگن و نابودی آزای ناگاماسا، آساکورا یوشیکاگه و ناگاشیما ایکو-ایکی، در گوشه و کنار در معرض برخورد با یکدیگر گرفتند. در همین حال، در فوریه ۱۵۷۶، در پاسخ به فراخوان شوگون پانزدهم آشیکاگا یوشی‌آکی، موری تروموتو به شبکه محاصره نوبوناگا پیوست و شروع به ارائه غذا و کمک‌های دیگر به معبد هونگانجی کرد. این امر کننیو را قوی‌تر کرد و دستور بسیج برای مؤمنان به این معبد را در منطقه کینای صادر کرد و ۵۰۰۰۰ نیرو جمع کرد. در نتیجه نبرد بین معبد هونگانجی و خاندان اودا که به دلیل شرایط مختلف متوقف شده بود، دوباره شعله‌ور شد.

## وضعیت جنگ
نوبوناگا به دلیل جمع‌آوری نیروها توسط معبد هونگانجی، احساس بحران شدیدی کرد و ساکوما نوبوموری، آکچی میتسوهیده، هارادا نائوماسا، هوسوکاوا فوجیتاکا، جونکی تسوتسوی، کیوهیده ناکاگاوا، اوکون تاکایاما، سئوماسو موراشیگه و سایرین را به منطقه اعزام کرد. نامه ای که نوبوناگا به آکچی میتسوهیده و هوسوکاوا فوجیتاکا در این زمان فرستاده بود هنوز وجود دارد.
در ۱۴ آوریل، نوبوناگا، به آراکی موراشیگه دستور داد که از آماگاساکی به سمت شمال در سه مکان حرکت کند و میتسوهیده آکچی و فوجیتاکا هوسوکاوا به موریگوچی و دیگران در جنوب شرقی حرکت کنند. هارادا نائوماسا دو دژ در موریکاواچی و یکی در تننوجی در جنوب ساخته بود تا محاصره هونگانجی را تقویت کند. از سوی دیگر، سمت معبد هونگان جی دارای دژهایی در دو مکان بود، یکی در ساحل برج و دیگری در کیزو، که آبراه‌هایی را به نامبا تضمین می‌کرد. نوبوناگا تصمیم گرفت برای قطع این کار به قلعه کیزو حمله کند و ساکوما نوبوهیده، پسر بزرگ ساکوما نوبوموری و آکچی میتسوهیده را در «دژ تننوجی» قرار داد.
در اوایل صبح روز ۳ مه، ارتش اودا به کیزو حمله کرد. گروه اول میوشی یاسوناگا، شو نگورو و شو ایزومی و گروه دوم هارادا نائوماسا، شو یاماتو و شو یاماشیرو بودند. با این حال، تقریباً ۱۰۰۰۰ سرباز هونگاجی از ساحل برج بیرون آمدند و ارتش اودا را محاصره کردند و با هزاران اسلحه به آنها شلیک کردند (سایکا شو، یک سپاه تفنگ نخبه، در کنار آنها بود).
ارتش هارادا نائوماسا این حمله را انجام داد و چندین ساعت جنگید، اما در محاصره دشمن قرار گرفت و هارادا نائوماسا به همراه اعضای خانواده‌اش و دیگران کشته شدند، در حالی که میوشی یاسوناگا فرار کرد و ارتش را ترک کرد و ارتش از هم پاشید.
نیروهای هونگاجی از شتاب خود استفاده کردند و دژ تننوجی را محاصره و به آن حمله کردند و میتسوهیده، نوبوئی و دیگران که در مخمصه قرار داشتند، از نوبوناگا که در کیوتو اقامت داشت درخواست کمک کردند.
در روز ششم، نوبوناگا منتظر ورود ارتش خود بود، اما چون ناگهان عازم نبرد شده بود، نیروهای زیادی نمی‌توانستند جمع‌آوری کنند.
نوبوناگا اغلب پیام‌هایی از فورت تننوجی دریافت می‌کرد که می‌گفتند تحمل آن حتی برای سه تا پنج روز دشوار خواهد بود، بنابراین نوبوناگا فکر می‌کرد شرم‌آور است که به دلیل حمله و کشتن متحدانش، وجهه خود را از دست بدهد.
نوبوناگا که تصمیم به حمله به معبد هونگانجی با نیروی کمی گرفت، روز بعد، روز هفتم، با حدود ۳۰۰۰ سرباز، به ۱۵۰۰۰ سرباز هونگانجی حمله کرد.
این ترکیب سه لایه است که نوبوموری ساکوما، هیساشی ماتسوناگا، فوجیتاکا هوسوکاوا و شو واکائوسو در صدر، تاکیگاوا کازوماسو، هاچیا یوریتاکا، هاشیبا هیده‌یوشی، نیوا ناگاهید، اینابا ایتتسو و دیگران در جایگاه دوم و اسب‌های نوبوناگا در جایگاه سوم قرار دارند. در این زمان، خود نوبوناگا در میان آشیگاروهایی که پیشتاز بودند، فرماندهی می‌کرد. در این زمان نوبوناگا سعی کرد پیشتازی را به آراکی موراشیگه بسپارد اما موراشیگه نپذیرفت و گفت که دفاع از منطقه کیزو را به عهده خواهد گرفت. بعدها، زمانی که موراشیگه آراکی به او خیانت کرد، گفته می‌شود که نوبوناگا خاطره‌ای را به یاد می‌آورد: «خوشحالم که به اراکی اجازه ندادم رهبری را به دست بگیرد» (نوبوناگا کوکی). نیروهای هون گانجی با اسلحه از خود دفاع کردند، اما نیروهای اودا با عجله وارد شدند و خطوط دشمن را شکستند و به پادگان دژ/قلعه تننوجی پیوستند. در این زمان نوبوناگا توسط اسلحه دشمن از ناحیه پا مورد اصابت قرار گرفت و آسیب جزئی دید.
اگرچه نیروهای هونگان جی به آنها ملحق شدند، عقب‌نشینی نکردند و در حال بازسازی تشکیلات خود بودند. نوبوناگا تصمیم می‌گیرد دوباره به آنجا حمله کند.
نگهبانان اصلی حمله را متوقف کردند و گفتند که تعداد آنها بیشتر است، اما نوبوناگا گفت: «دفعه بعد، مارکی به خاطر نعمت‌های بهشتی به زودی گرد هم می‌آید.» با این کار، آنها تشکیلات خود را به دو طبقه تغییر دادند و به حمله پرداختند.
او نیروهای معبد ایشی‌یاما هونگان را شکست داد و آنها را تا خروجی معبد کیدو، معبد ایشی‌یاما هونگان تعقیب کرد و بیش از ۲۷۰۰ دشمن را کشت. بدین ترتیب نبرد دژ تننوجی با پیروزی ارتش اودا به پایان رسید.
نوبوناگا دستور ساخت ده قلعه متصل در اوزاکا را صادر کرد، نوبوموری ساکوما، پدر و پسر نوبوتاکا، هیساهیده ماتسوناگا و دیگران را به دژ تننوجی فرستاد و در ۵ ژوئن به قلعه واکائه بازگشت. روز بعد، روز ششم، نوبوناگا به کیوتو بازگشت.

## معبد تننو/تننوجی/معبد شیتننو
در ۳ مه ۱۵۷۶، اودا نوبوناگا به معبد هونگانجی در اوساکا حمله کرد و در جریان به اصطلاح نبردهای ایشی‌یاما هونگان، ارتش اودا مستقر، تننو-جی/معبد تننو (ایکوتاماجی-چو، تننوجی، اوساکا، اوساکا کنونی) به‌طور کامل به آتش کشیده شد. علاوه بر این، تمام قلمرو معبد مصادره شد.
سالن اصلی در سال ۱۵۸۴ بازسازی شد که به عنوان پله ای برای بازسازی عمل کرد. هنگامی که بازسازی توسط تویوتومی هیده‌یوشی در سال ۱۵۹۴ انجام شد، سالن اصلی یک طبقه به یک سازه چند طبقه بازسازی شد و سالن‌های دیگر نیز بازسازی شدند. در سال ۱۶۰۰، پرستشگاه پنج طبقه توسط تویوتومی هیده‌یوری از معبد کاکوآن-جی در ولایت یاماتو نقل مکان کرد و آن را به چهارمین پرستشگاه پنج طبقه 五重塔 /گوجونو تو تبدیل کرد. تالار کوشین دو نیز بازسازی شده است. سال بعد، در اکتبر ۱۶۰۱، تویوتومی هیده‌یوری سنگوکو (千石) را اهدا کرد. نام آن اکنون معبد شیتننو است.